# 阿帕拉多斯山脈國家公園
29°11′S 50°5′W / 29.183°S 50.083°W

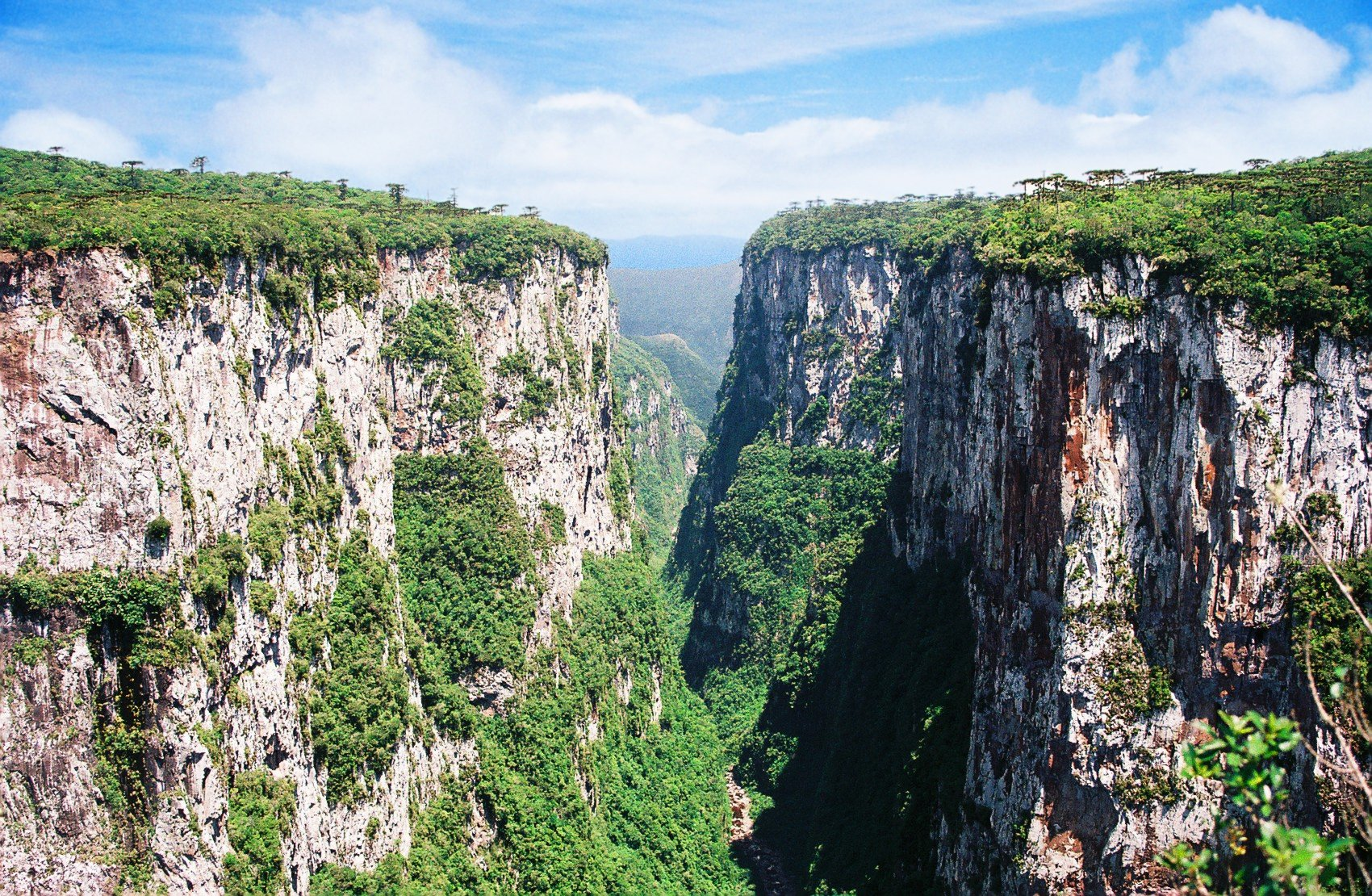

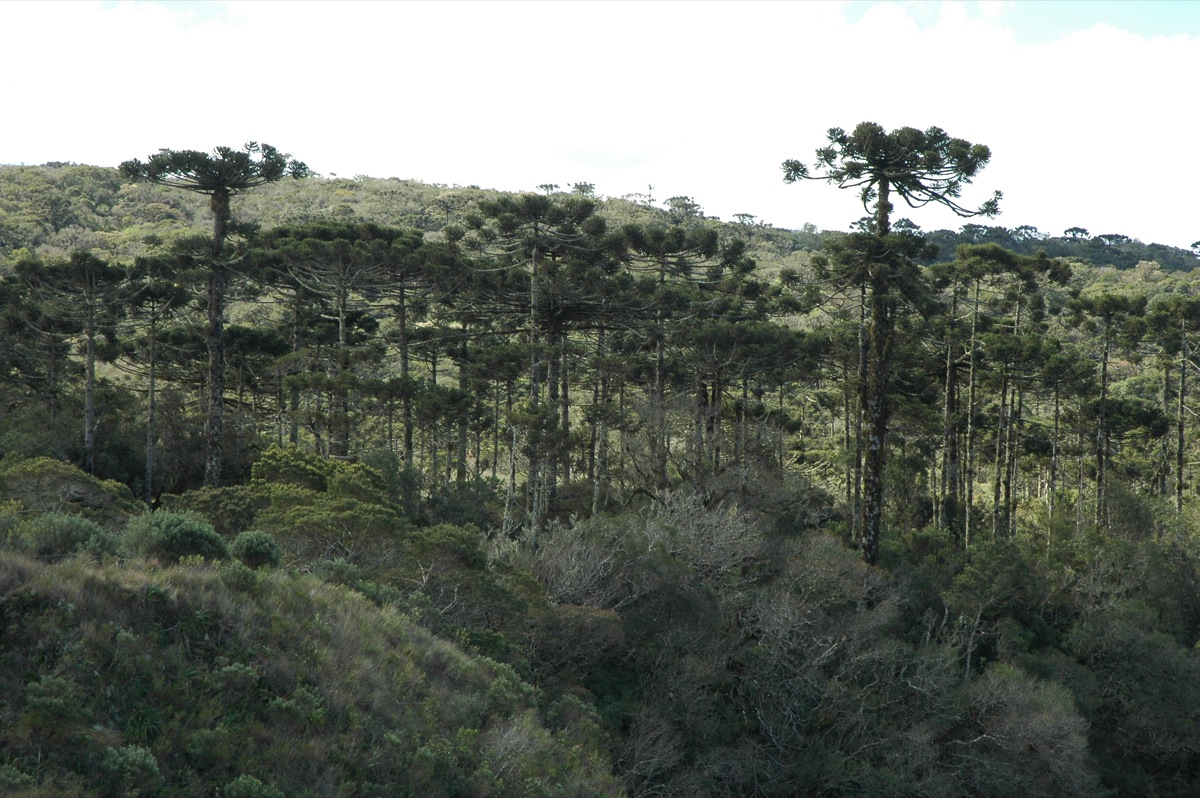
园内的巴西南洋杉杉林

阿帕拉多斯山脈國家公園（葡萄牙語：Parque Nacional de Aparados da Serra），是巴西的國家公園，位於該國南部南里奧格蘭德州和聖卡塔琳娜州，處於熱拉爾山脈，成立於1959年12月17日，佔地1.3萬公頃。